# Colorful Stage! La película: Miku no puede cantar
Colorful Stage! La película: Miku no puede cantar (劇場版プロジェクトセカイ 壊れたセカイと歌えないミク Gekijōban Purojekuto Sekai: Kowareta Sekai to Utaenai Miku?) es una película animada japonesa musical de 2025, basado en el videojuego de Project Sekai: Colorful Stage! feat. Hatsune Miku de Colorful Palette y Sega. Es producida por P.A. Works y distribuida por Shochiku, la película está dirigida por Hiroyuki Hata y escrita por Yoko Yonaiyama. La película se estrenó en los cines japoneses el 17 de enero de 2025.

## Sinopsis
En Shibuya, cinco grupos musicales de adolescentes —Leo/need, More More Jump!, Vivid Bad Squad, Wonderlands x Showtime y Nightcord at 25:00— viven sus vidas mientras producen música. Lo hacen con el apoyo de versiones temáticas alternativas de los cantantes virtuales Hatsune Miku, Kagamine Rin & Len, Megurine Luka, Meiko, y Kaito, quienes residen en Sekai, dimensiones alternativas creadas a partir de sus emociones, a las que viajan usando sus teléfonos o computadoras.
Mientras tanto, una versión nunca antes vista de Hatsune Miku viaja entre las diversas pantallas de Shibuya en busca de ayuda. El Sekai de esta Miku es un vacío sombrío e inhóspito, ya que quienes lo originaron sufren depresión y consideran abandonar sus diversas ambiciones musicales y artísticas, creyendo que no podrán alcanzarlas. En consecuencia, esta versión de Miku se siente abatida y solitaria, desanimada tras intentar conectar emocionalmente a través de la canción con las personas cuyos sentimientos conforman su Sekai, sin éxito. La solitaria Miku busca la ayuda de los miembros de los cinco grupos musicales, quienes la ayudan a perfeccionar su canción y a ganar confianza en sí misma. Reanimada, Miku intenta una vez más acercarse a través de la canción a las personas cuyos sentimientos formaron su Sekai, pero fracasa una vez más.
A medida que las personas cuyos sentimientos formaron su Sekai se hunden aún más en la depresión, Miku se desespera cada vez más y comienza a perder la esperanza. En el punto álgido de su desesperación, Miku transporta a los cinco grupos a su Sekai. Mientras viajan al solitario Sekai de Miku, los grupos presencian escenas de cada una de las personas cuyos sentimientos lo crearon luchando en su vida diaria. Intentan persuadir a Miku para que no se rinda, pero no lo logran. Miku, entre lágrimas, les agradece sus esfuerzos y los despide. Su solitaria Sekai se ve envuelta en un océano de oscuridad que también impregna a las otras cinco Sekai y engulle las versiones de Hatsune Miku de cada grupo, haciéndolas desaparecer. El colapso de las Sekai provoca un apagón inusual en todo Japón, y los grupos descubren posteriormente que todo rastro de la voz de Miku, tanto en canciones como en otros lugares, ha desaparecido del mundo real.
Los cinco grupos comprenden la conexión entre las personas deprimidas del mundo real y las Sekai, y concluyen que la única manera de salvar a la solitaria Miku y devolverle la vida a sus Mikus es animar a quienes formaron la solitaria Sekai. Para ello, deciden interpretar públicamente nuevas canciones con la esperanza de que lleguen a la gente y alivie su depresión. Lo hacen, y son escuchados por todos, lo que resulta en la desaparición del océano de oscuridad de la solitaria Sekai de Miku y la restauración de los Mikus de las demás Sekai. Con una esperanza renovada, Miku reaparece e interpreta su canción por todo Shibuya, conectando emocionalmente con la gente.
Tras la actuación, Miku, ahora optimista, teletransporta a los grupos a su Sekai, que ahora brilla y rebosa esperanza, y les agradece por ayudarla a completar su canción. Los grupos se despiden de Miku y regresan a sus vidas normales.
Más tarde, una de las personas cuyos sentimientos crearon el nuevo Sekai de Miku la visita, y ella los saluda, diciendo con alegría que ha estado esperando su llegada.

## Producción
La película se anunció el 29 de julio de 2024. La película está producida por P.A. Works y dirigida por Hiroyuki Hata, con Yoko Yonaiyama escribiendo el guion, Yuki Akiyama diseñando los personajes y Satoshi Hōno componiendo la música. Los miembros del elenco del juego de smartphones repitieron sus papeles.

## Lanzamiento
La película será distribuida por Shochiku y se estrenará en Japón el 17 de enero de 2025.
Madness Entertainment ha obtenido la licencia de distribución de la película para México donde estén disponibles filiales de Cinépolis el 13 de marzo de 2025.